# Gudskomplex
Gudskomplex eller deuskomplex kan innebära allt från att man tror att man är Gud, till att agera så arrogant att man lika gärna skulle kunna tro det. Utmärkande drag hos personer med gudskomplex är självupptagenhet, manipulativa personlighetsdrag, ignorans och brist på empati.
Begreppet myntades av Ernest Jones (1913–1951) i den andra volymen av Essays in Applied Psycho-Analysis.